# Pseudocurimata peruana
Pseudocurimata peruana är en fiskart som först beskrevs av Eigenmann 1922.  Pseudocurimata peruana ingår i släktet Pseudocurimata och familjen Curimatidae. Inga underarter finns listade i Catalogue of Life.